# Ingelmunster
Ingelmunster is een plaats en gemeente in de Belgische provincie West-Vlaanderen. De gemeente telt ruim 11.000 inwoners. Ingelmunster wordt ook weleens de Brigandsgemeente genoemd, ter herinnering aan Brigandszondag (28 oktober 1798), toen hier de opstand van de Brigands tijdens de Boerenkrijg door de Fransen neergedrukt werd. Sinds 1979 is Ingelmunster gejumeleerd met het Duitse Hüllhorst in de deelstaat Noordrijn-Westfalen.

## Kernen
Bij de gemeentelijke fusies van 1977 is Ingelmunster niet samengesmolten met andere gemeenten; de gemeente heeft dus geen deelgemeenten. Tot de gemeente behoort wel nog het gehucht Krieke, dat in het zuiden van Ingelmunster ligt.
Ingelmunster zelf is ontstaan ten noorden van de Mandel, op de linkeroever. Het dorp ontwikkelde zich later ook ten zuiden uit. Het centrum bestaat nu uit duidelijk gescheiden delen ten noorden en ten zuiden van de Mandel, die elk een eigen parochie vormen. De Mandel loopt grotendeels parallel met het kanaal Roeselare-Leie en vormt samen met het natuurreservaat Mandelhoek en de kasteeltuin, een natuurlijke splitsing van Ingelmunster in twee delen.
| # | Naam             |
| - | ---------------- |
| 1 | Ingelmunster (I) |

Ingelmunster bleef bij de gemeentelijke fusies van 1977 een zelfstandige gemeente, en kreeg geen deelgemeentes aangehecht. In de gemeente is er naast een centrum ook nog één gehucht: Krieke.
Ingelmunster grenst aan volgende dorpen en gemeenten:
| - a. Izegem (stad Izegem) - b. Emelgem (stad Izegem) - c. Meulebeke (gemeente Meulebeke) - d. Oostrozebeke (gemeente Oostrozebeke) - e. Hulste (stad Harelbeke) - f. Lendelede (gemeente Lendelede) |

## Geschiedenis

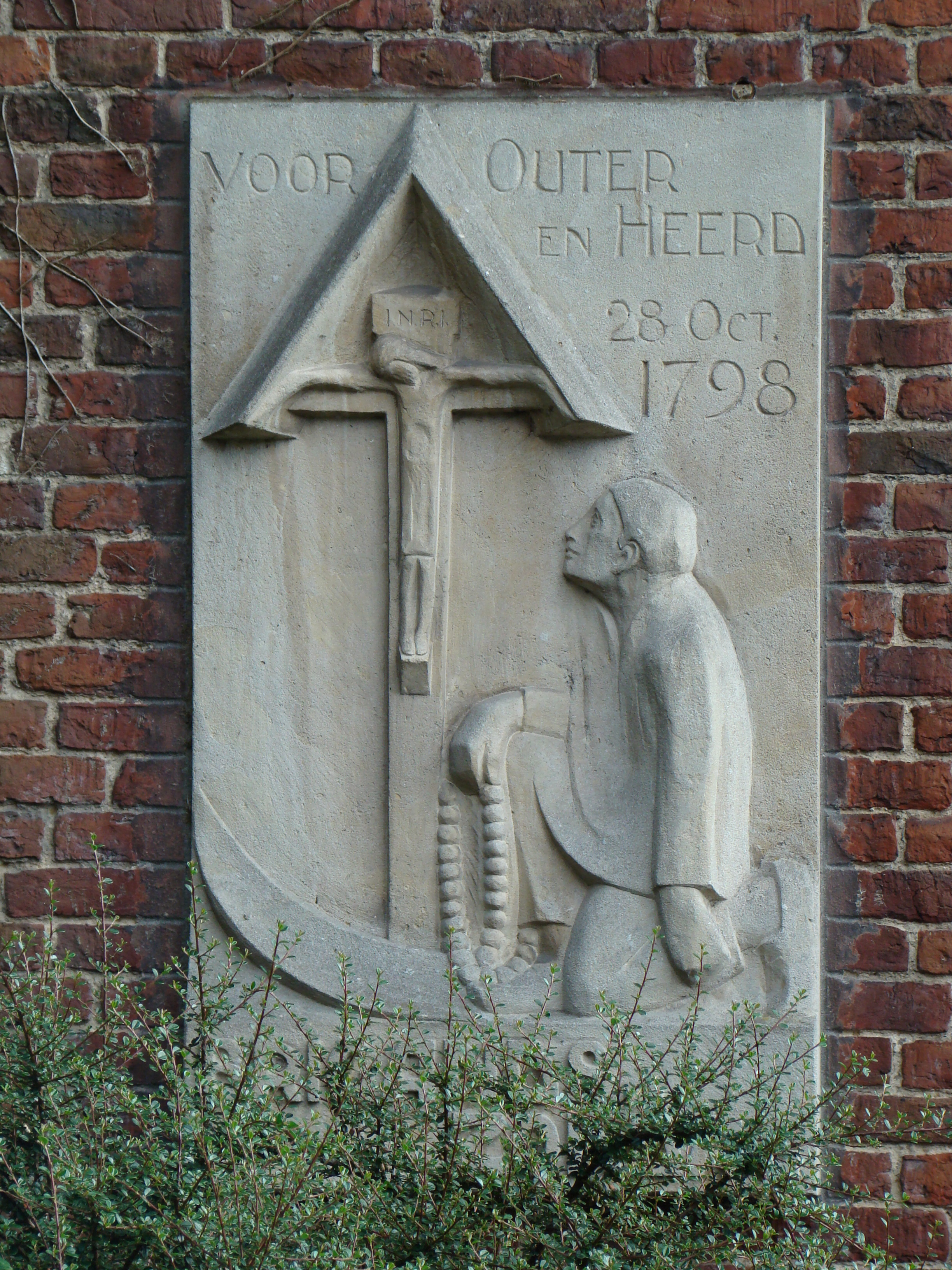
Gedenkplaat Brigandslag van 1798

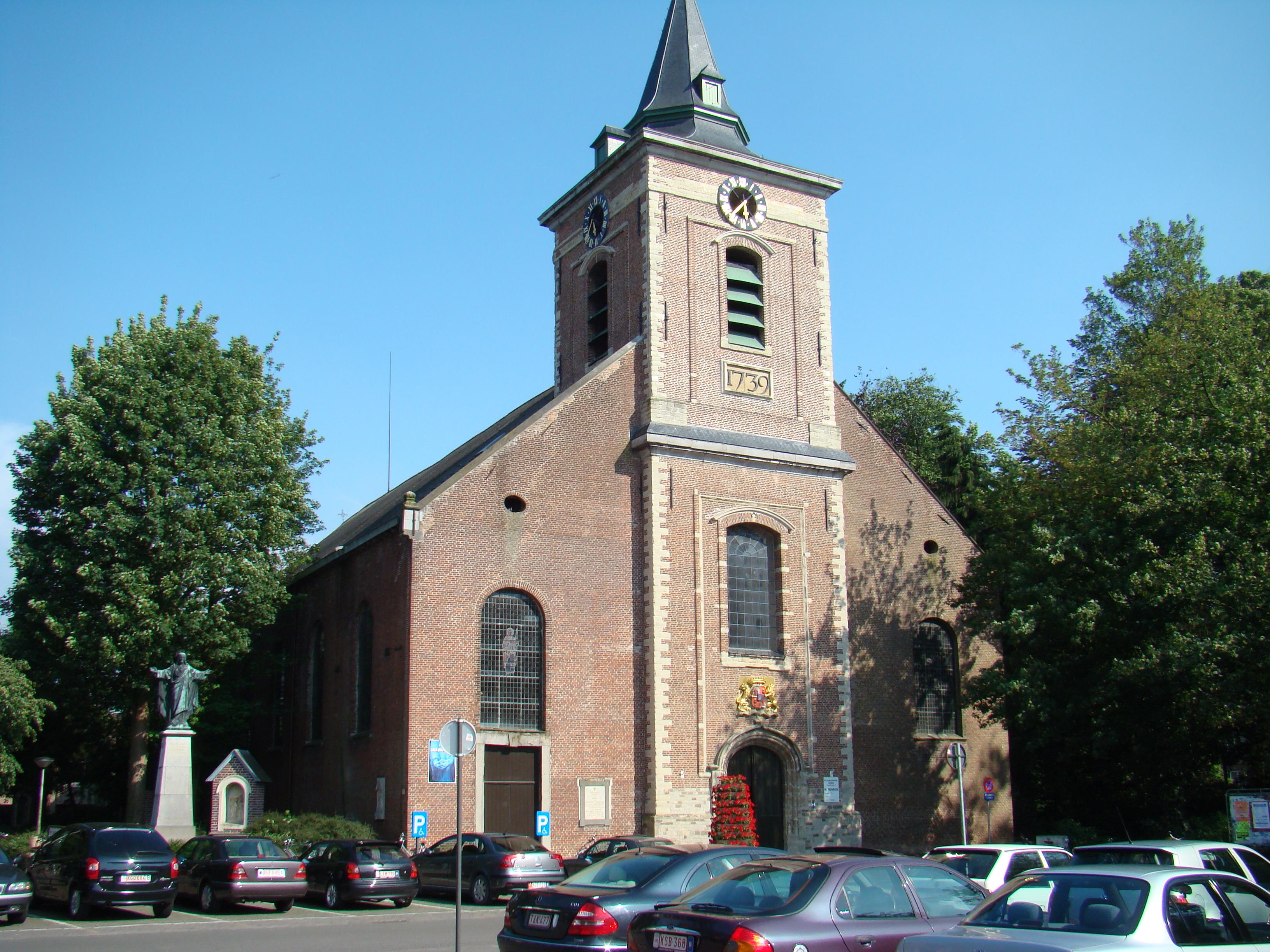
Sint-Amanduskerk naast het kasteel van Ingelmunster

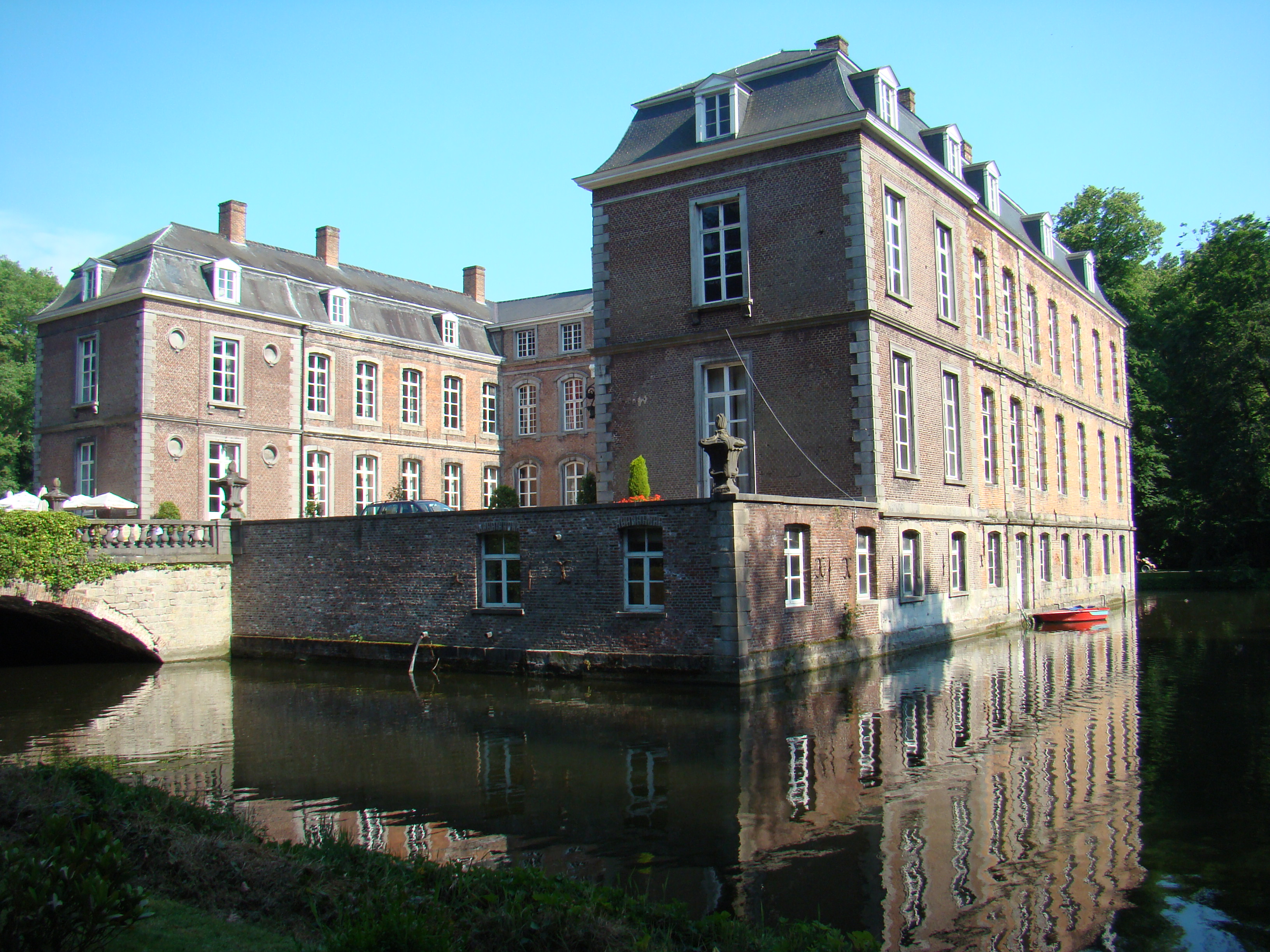
Het kasteel van Ingelmunster

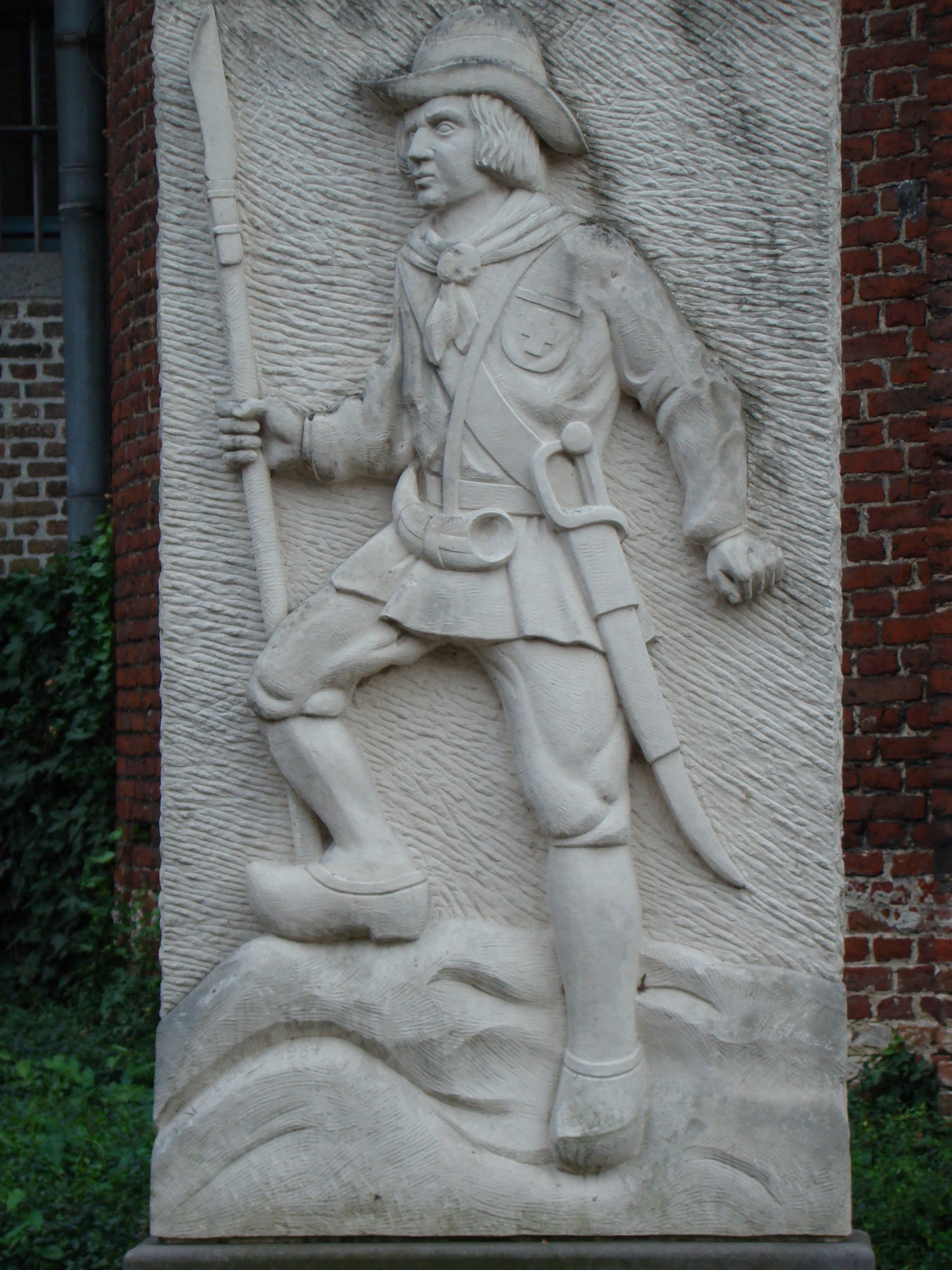
Het brigandbeeld voor het gemeentehuis

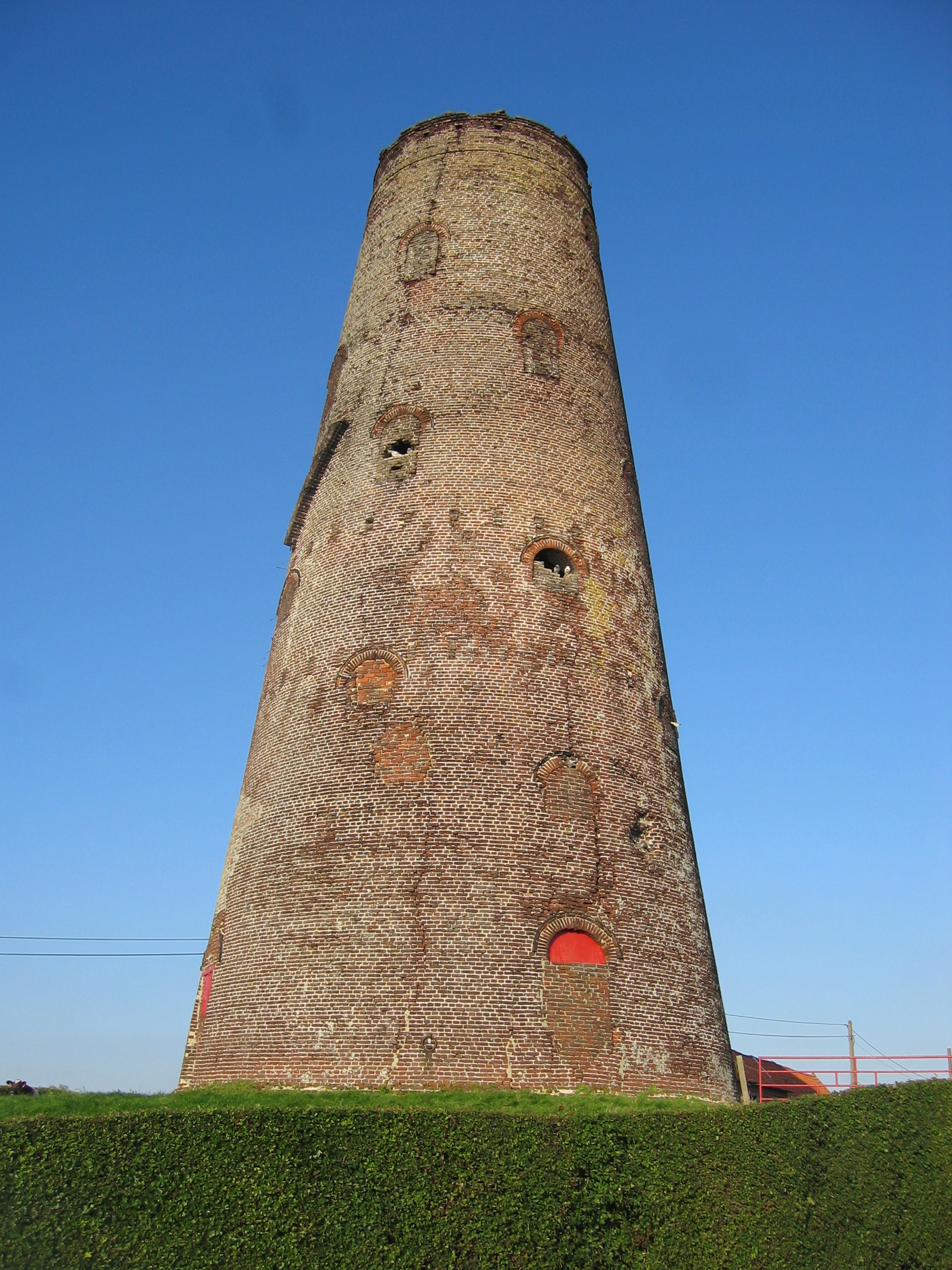
De Doornmolen

De rode draad doorheen de geschiedenis van Ingelmunster is het kasteel dat vandaag omgeven is door een park.
Robrecht I de Fries, graaf van Vlaanderen, liet omstreeks 1075 een versterkte burcht optrekken nabij de rivier de Mandel. Hij gebruikte daarvoor de ruïnes van een klooster dat door Engelse monniken, in navolging van (de latere heilige) Amandus, in de 7de eeuw gesticht was. De zeventiende-eeuwse historicus Anthonius Sanderus meende dat de naam 'Ingelmunster' van 'Anglo-monasterium' (Engels klooster) komt. Anderen denken dat de naam Ingelmunster van 'Angle-Monastère' komt. Deze laatste mening heeft trouwens steeds meer aanhangers. Een klooster 'op de hoek van de heerlijkheid' van Dendermonde. Klooster moet in deze context dan eerder begrepen worden als een klein kerkje, een kapelletje.
Ingelmunster nam een vrij centrale ligging in West-Vlaanderen in. Het was immers gelegen tussen de twee grote middeleeuwse steden Brugge en Kortrijk. Sommigen noemden Ingelmunster vanwege deze ligging zelfs 'de sleutel van Vlaanderen'. Deze benaming wordt geïllustreerd door het verblijf van Filips de Schone, koning van Frankrijk, in 1297. Vijf jaar voor de Guldensporenslag wilde Filips de stad Brugge straffen omdat deze weigerde belasting te betalen. De Bruggelingen vreesden dat hun stad zou verwoest worden, dus kwamen ze hem in Ingelmunster tegemoet om hun onderwerping te betonen.
In 1580 vond de 'slag van Ingelmunster' plaats. Franse hugenoten (onder leiding van François de La Noue) streden tegen de Spaanse bezetters van het kasteel. De la Noue dolf het onderspit en werd naar Alexander Farnese gebracht. (In 1878 werd trouwens een tapijt geweven dat deze 'slag van Ingelmunster, 1580' voorstelt.)
Door de vele oorlogen die Frankrijk uitvocht, stond het land op de rand van het bankroet. Daarom werd de beslissing genomen om kleine gebieden te verkopen, zo ook de heerlijkheid Ingelmunster. Otto von Plotho, een Duits kolonel, kocht in 1583 de heerlijkheid. Het kasteel - aanvankelijk wellicht een castrale motte - was in de Middeleeuwen eigendom geweest van de graven van Vlaanderen (onder meer families de Rhode en van Gistel). Van 1384 tot 1583 waren het kasteel en de omliggende gebieden in handen van achtereenvolgens Bourgondische, Duitse en Franse huizen. De familie de Plotho, en vooral dan Delphin (1657-1697), hadden een grote invloed op het dorp en de ganse heerlijkheid. Dat wordt onder andere duidelijk in de relatie kerk-kasteel.
Het kasteel werd in 1825 doorverkocht aan de familie Descantons de Montblanc die volgens sommige bronnen bastaarden van de familie de Plotho zouden zijn. Deze familie beschouwde het kasteel van Ingelmunster eerder als een buitenverblijf en was slechts in de zomermaanden in Vlaanderen. Het huidige gebouw (1736) is geen middeleeuwse versterkte burcht meer, maar een groot landhuis. De overige tijd van het jaar bevond de adellijke familie zich in Parijs.
In 1986 werd het kasteel aangekocht door de familie Van Honsebrouck, die sedert 1900 actief was in de brouwerijsector. In de jaren 1990 bracht deze familie er een brouwerijmuseum in onder. Op 17 september 2001 werd echter het kasteel en museum door een brand verwoest. Sedertdien is men voortdurend bezig om het kasteel zijn 'bourgeoisie'-stijl terug te geven.
De Franse piloot Roland Garros moest op 18 april 1915 na een raid op het station van Lendelede een noodlanding maken op de zuidflank van Hoog Wallegem in buurgemeente Hulste. Hij stak zijn vliegtuig, een Morane-Saulnier, in brand en verstopte zich op een boerderij op de grens van Hulste en Ingelmunster. Hij kon echter door de Duitsers gevat worden en werd naar een gevangenis in Duitsland overgebracht.

## Bezienswaardigheden
- Kasteel Ingelmunster en kasteelpark: zoals de geschiedenis van Ingelmunster aantoont, speelde het Ingelmunsterse kasteel een grote rol in de gemeente. Het kasteel zelf werd in 2001 binnenin grotendeels verwoest door een brand en is momenteel niet (meer) toegankelijk. Initiatieven zijn er om het oude museum nieuw leven in te blazen. Het park sluit aan bij het natuurreservaat "De Mandelhoek". Dit laat toe dwars door Ingelmunster te wandelen, onder andere langs het kanaal Roeselare-Leie, zonder de gemeente te zien. Het park is niet meer open voor publiek.
- De Sint-Amanduskerk.
- De Doornmolen: aan de Heirweg Zuid, vlak bij de grens met Lendelede, bevindt zich een stenen stellingmolen genaamd de Doornmolen, die functioneerde als koren- en oliemolen. Het rad en de inrichting verdween na een verwoestende brand in 1883; de lege molenromp die resteert doet tegenwoordig dienst als stal.[bron?]

## Natuur en landschap
Ingelmunster ligt in Zandlemig Vlaanderen, ten noorden van de Mandel en het Kanaal Roeselare-Leie. De kerkdrempel ligt op ruim 17 meter hoogte. Het hoogste punt ligt op 38 meter hoogte, ten zuiden van het kanaal.

## Demografische evolutie
Bron: Volkstellingen NIS - Opm:1831 t/m 1970=tellingen op 31 december; vanaf 1980= inwoneraantal per 1 januari
| Inwoners van jaar tot jaar op 1 januari 1992 tot heden | Inwoners van jaar tot jaar op 1 januari 1992 tot heden | Inwoners van jaar tot jaar op 1 januari 1992 tot heden |
| jaar                                                   | Aantal                                                 | Evolutie: 1992=index 100                               |
| ------------------------------------------------------ | ------------------------------------------------------ | ------------------------------------------------------ |
| 1992                                                   | 10.494                                                 | 100,0                                                  |
| 1993                                                   | 10.536                                                 | 100,4                                                  |
| 1994                                                   | 10.541                                                 | 101,3                                                  |
| 1995                                                   | 10.632                                                 | 101,3                                                  |
| 1996                                                   | 10.711                                                 | 102,1                                                  |
| 1997                                                   | 10.694                                                 | 101,9                                                  |
| 1998                                                   | 10.700                                                 | 102,0                                                  |
| 1999                                                   | 10.701                                                 | 102,0                                                  |
| 2000                                                   | 10.651                                                 | 101,5                                                  |
| 2001                                                   | 10.659                                                 | 101,6                                                  |
| 2002                                                   | 10.646                                                 | 101,4                                                  |
| 2003                                                   | 10.633                                                 | 101,3                                                  |
| 2004                                                   | 10.609                                                 | 101,1                                                  |
| 2005                                                   | 10.618                                                 | 101,2                                                  |
| 2006                                                   | 10.617                                                 | 101,2                                                  |
| 2007                                                   | 10.646                                                 | 101,4                                                  |
| 2008                                                   | 10.617                                                 | 101,2                                                  |
| 2009                                                   | 10.624                                                 | 101,2                                                  |
| 2010                                                   | 10.641                                                 | 101,4                                                  |
| 2011                                                   | 10.680                                                 | 101,8                                                  |
| 2012                                                   | 10.728                                                 | 102,2                                                  |
| 2013                                                   | 10.818                                                 | 103,1                                                  |
| 2014                                                   | 10.789                                                 | 102,8                                                  |
| 2015                                                   | 10.691                                                 | 101,9                                                  |
| 2016                                                   | 10.792                                                 | 102,8                                                  |
| 2017                                                   | 10.792                                                 | 102,8                                                  |
| 2018                                                   | 10.928                                                 | 104,1                                                  |
| 2019                                                   | 10.996                                                 | 104,8                                                  |
| 2020                                                   | 11.131                                                 | 106,1                                                  |
| 2021                                                   | 11.189                                                 | 106,6                                                  |
| 2022                                                   | 11.294                                                 | 107,6                                                  |
| 2023                                                   | 11.454                                                 | 109,1                                                  |
| 2024                                                   | 11.537                                                 | 109,9                                                  |
| 2025                                                   | 11.597                                                 | 110,5                                                  |

## Politiek

### Structuur
| Ingelmunster     | Ingelmunster     | Supranationaal         | Nationaal                         | Nationaal                         | Gemeenschap               | Gewest                    | Provincie                 | Arrondissement  | Provinciedistrict | Kanton          | Gemeente        |
| ---------------- | ---------------- | ---------------------- | --------------------------------- | --------------------------------- | ------------------------- | ------------------------- | ------------------------- | --------------- | ----------------- | --------------- | --------------- |
| Administratief   | Niveau           | Europese Unie          | België                            | België                            | Vlaanderen                | Vlaanderen                | West-Vlaanderen           | Roeselare       | Roeselare         | Roeselare       | Ingelmunster    |
| Administratief   | Bestuur          | Europese Commissie     | Belgische regering                | Belgische regering                | Vlaamse regering          | Vlaamse regering          | Deputatie                 | Deputatie       | Deputatie         | Deputatie       | Gemeentebestuur |
| Administratief   | Raad             | Europees Parlement     | Kamer van Volksvertegenwoordigers | Kamer van Volksvertegenwoordigers | Vlaams Parlement          | Vlaams Parlement          | Provincieraad             | Provincieraad   | Provincieraad     | Provincieraad   | Gemeenteraad    |
| Kiesomschrijving | Kiesomschrijving | Nederlands Kiescollege | Kieskring West-Vlaanderen         | Kieskring West-Vlaanderen         | Kieskring West-Vlaanderen | Kieskring West-Vlaanderen | Kieskring West-Vlaanderen | Roeselare-Tielt | Roeselare         | Izegem          | Ingelmunster    |
| Verkiezing       | Verkiezing       | Europese               | Federale                          | Federale                          | Vlaamse                   | Vlaamse                   | Provincieraads-           | Provincieraads- | Provincieraads-   | Provincieraads- | Gemeenteraads-  |

### Burgemeesters
|    | Ambtstermijn | Naam                    | Partij                |
| -- | ------------ | ----------------------- | --------------------- |
| 1  | 1798-1812    | Jan Vandenbulcke        |                       |
| 2  | 1812-1814    | Ignaes Baeghe           |                       |
| 3  | 1814         | Frans Verhaest          |                       |
| 4  | 1815-1819    | Pieter Lodewijk Iserbyt |                       |
| 5  | 1819-1830    | Ivo Steverlynck         |                       |
| 6  | 1830-1848    | Jacobus Coussens        |                       |
| 7  | 1848-1854    | Antoine Pieter Desmet   |                       |
| 8  | 1854-1877    | Jan Francis Carron      |                       |
| 9  | 1877-1882    | Henri Masureel          | Katholieken           |
| 10 | 1882-1884    | Jan Verhaest            | Katholiek-Liberaal    |
| 11 | 1884-1913    | Gustave D'Hoore         | Katholieken           |
| 12 | 1913-1916    | Remi Callens            | Katholieken           |
| 13 | 1916-1918    | Henri Van Clooster      | Katholieken           |
| 14 | 1918-1932    | Remi Callens            | Katholieken           |
| 15 | 1933-1946    | Paul Schotte            | Katholieken           |
| 16 | 1941-1945    | Remi Craeymeersch       | VNV                   |
| 17 | 1947-1970    | Camiel Verhamme         | CVP                   |
| 18 | 1970-1991    | Erik Vankeirsbilck      | CVP                   |
| 19 | 1992-1995    | Jean-Pierre De Clercq   | CVP                   |
| 20 | 1995-2000    | Georges Defreyne        | CVP                   |
| 21 | 2000-2009    | Jean-Pierre De Clercq   | CD&V                  |
| 22 | 2010-2012    | Yves Vercruysse         | CD&V                  |
| 23 | 2013-2030    | Kurt Windels            | De Brug/N-VA/Open VLD |

#### Gemeenteraadsverkiezingen sinds 2012
Burgemeester werd Kurt Windels van de De Brug/N-VA/Open VLD. Hij leidde een coalitie van De Brug/N-VA/Open VLD en sp.a die samen een meerderheid hadden met 11 op 21 zetels. Kurt Windels (De Brug/N-VA/Open Vld) bleef na de verkiezingen van 2019 burgemeester. Zijn partij haalde een absolute meerderheid van 13 op 21 zetels. Er was geen coalitiepartner meer nodig. 
De gemeenteraadsverkiezingen van oktober 2024 zorgden voor een verderzetting van het beleid. Kurt Windels kon zijn derde ambtstermijn aanvatten. Het kartel De Brug/N-VA/Open VLD breidde haar meerderheid uit met 1 zetel en behaalde zo 14 van de 21 zitjes. Oppositiepartijen waren Spoor8770/CD&V met 6 zetels en Vooruit met 1 zetel.

### Resultaten gemeenteraadsverkiezingen sinds 1976
| Partij of kartel     | Partij of kartel                                  | 10-10-1976 | 10-10-1976 | 10-10-1982 | 10-10-1982 | 9-10-1988 | 9-10-1988 | 9-10-1994 | 9-10-1994 | 8-10-2000 | 8-10-2000 | 8-10-2006 | 8-10-2006 | 14-10-2012 | 14-10-2012 | 14-10-2018 | 14-10-2018 | 13-10-2024 | 13-10-2024 |
| Stemmen / Zetels     | Stemmen / Zetels                                  | %          | 21         | %          | 21         | %         | 21        | %         | 21        | %         | 21        | %         | 21        | %          | 21         | %          | 21         | %          | 21         |
| -------------------- | ------------------------------------------------- | ---------- | ---------- | ---------- | ---------- | --------- | --------- | --------- | --------- | --------- | --------- | --------- | --------- | ---------- | ---------- | ---------- | ---------- | ---------- | ---------- |
|                      | Spoor8770C                                        | -          |            | -          |            | -         |           | -         |           | -         |           | -         |           | -          |            | -          |            | 30,7C      | 6          |
|                      | CVP1/ CD&V2/ Spoor8770C                           | 72,481     | 17         | 56,711     | 14         | 64,121    | 14        | 58,231    | 14        | 52,531    | 14        | 49,722    | 12        | 44,792     | 10         | 25,12      | 5          | 30,7C      | 6          |
|                      | VU1/ SPVVUA/ De Brug2/ De Brug-N-VA-Open VLDB     | 10,331     | 1          | 13,681     | 2          | 35,88A    | 7         | 8,451     | 1         | 17,72     | 4         | 28,032    | 6         | 43,47B     | 10         | 55,6B      | 13         | 59,9B      | 14         |
|                      | PVV1/ SPVVUA/ VLD2/ De Brug-N-VA-Open VLDB        | -          |            | 12,781     | 2          | 35,88A    | 7         | 17,362    | 3         | 9,692     | 1         | -         |           | 43,47B     | 10         | 55,6B      | 13         | 59,9B      | 14         |
|                      | SP1/ SPVVUA/ sp.a2/ sp.a-Groen3/ sp.a+4/ Vooruit5 | 17,191     | 3          | 16,821     | 3          | 35,88A    | 7         | 15,951    | 3         | 11,951    | 2         | 10,072    | 1         | 11,743     | 1          | 16,54      | 3          | 9,45       | 1          |
|                      | Vlaams Blok1/ Vlaams Belang2                      | -          |            | -          |            | -         |           | -         |           | 6,191     | 0         | 12,182    | 2         | -          |            | -          |            | -          |            |
| Anderen(*)           | Anderen(*)                                        | -          |            | -          |            | -         |           | -         |           | 1,93      | 0         | -         |           | -          |            | 2,8        | 0          | -          |            |
| Totaal stemmen       | Totaal stemmen                                    | 7239       | 7239       | 7585       | 7585       | 7636      | 7636      | 7855      | 7855      | 7937      | 7937      | 7952      | 7952      | 8067       | 8067       | 8181       | 8181       | 5994       | 5994       |
| Opkomst %            | Opkomst %                                         |            |            |            |            | 96,6      | 96,6      | 95,05     | 95,05     | 94,49     | 94,49     | 95,43     | 95,43     | 95,08      | 95,08      | 95,3       | 95,3       | 67,6       | 67,6       |
| Blanco en ongeldig % | Blanco en ongeldig %                              | 3,08       | 3,08       | 5,1        | 5,1        | 4,92      | 4,92      | 4,96      | 4,96      | 4,93      | 4,93      | 4,49      | 4,49      | 4,95       | 4,95       | 4,7        | 4,7        | 2,1        | 2,1        |

De rode cijfers naast de gegevens duiden aan onder welke naam de partijen telkens bij een verkiezing opkwamen.

De zetels van de gevormde coalitie staan vetjes afgedrukt. De grootste partij is in kleur.

(*) 2000: VDP (1,93%) / 2018: VV&C (2,8%)

## Evenementen
- Labadoux, een jaarlijks folkfestival in het begin van mei aan de Wantebrug
- Braderie met kermis, laatste weekend van september.
- Kriekefeesten, eerste weekend van augustus.
- Mennefeesten, tweede weekend van augustus.
- Kontrabasfeesten (Jeugdhuis Kontrabas), weekend van de kermis eind september.
- Beach Party, laatste zaterdag van april.
- Kerstmarkt, december.
- Chirouge, eerste zaterdag van april.

## Bedrijven en streekproducten
- Brouwerij Van Honsebrouck met onder meer Kasteelbier en Brigand.
- Diverse speciale bieren uit de Picobrouwerij Alvinne, tegenwoordig gehuisvest in Moen.
- Zetel van de firma Vandekerckhove Monument NV, een van de grootste Vlaamse specialisten in de restauratie van historische gebouwen.

## Sport
Hoewel Ingelmunster een vrij kleine gemeente is, heeft het toch een groot aantal sportclubs gehuisvest. Naast SV Ingelmunster, zijn ook de judoclub Kawaishi, tafeltennisclub Mandelhoek, gymclub De Salto's en trampolineclub De Trampo's ver buiten de gemeentegrenzen bekend.

### Voetbal

#### Sporting West Ingelmunster-Harelbeke
Enkele jaren geleden fuseerde tweedeklasser KSV Ingelmunster met de voetbalploeg van Harelbeke. Eerst werd de naam van de fusieclub KSV Ingelmunster Zuid-West en in 2004 veranderde de naam naar Sporting West Ingelmunster-Harelbeke. Momenteel speelt de ploeg in het stadion van Harelbeke, in de vierde nationale klasse.

#### OMS Ingelmunster
Daar de binding met het Ingelmunsterse voetbal teloorging, werd in 2003 beslist om een nieuwe voetbalploeg in 4de provinciale op te richten. OMS Ingelmunster werd toen boven de doopvont gehouden. OMS staat voor: Olympic Molen Sport. De naam herinnert aan de twee oorspronkelijke voetbalploegen die Ingelmunster rijk was, namelijk SV Olympic Ingelmunster en Molen Sport Ingelmunster, die in 1961 fuseerden tot KSV Ingelmunster. Na het oprichten van een nieuwe plaatselijke voetbalploeg keerden vele Ingelmunsternaars terug om wekelijks de nieuwe ploeg aan te moedigen. Dankzij de steun van vele lokale sponsors kon de ploeg terug groeien. En met resultaat: enkele jaren na zijn oprichting (2003) kwam OMS Ingelmunster tijdens het seizoen 2012-2013 uit in Vierde klasse. In 2016 hervormde de Belgische voetbalbond de voetbalcompetities op lager niveau. In 2017 werd OMS kampioen in Derde klasse amateurs. Begin 2017 besloot het bestuur van OMS Ingelmunster om te fuseren met KFC Izegem tot KFC Mandel United. In het seizoen 2017-2018 werden de thuiswedstrijden van de fusieclub in het stadion van Ingelmunster gespeeld. Ondertussen speelt de ploeg in het vernieuwde voetbalstadion in Izegem, omgedoopt tot de Skyline Arena.

#### SV Ingelmunster
Na de fusie van OMS Ingelmunster tot KFC Mandel United, was er nood aan een nieuwe lokale voetbalploeg in Ingelmunster. Eind 2018 werd SV Ingelmunster opgericht. De ploeg speelt ondertussen in 2e provinciale en brengt bij thuiswedstrijden de Ingelmunsterse voetballiefhebber terug naar het sportcentrum. De B-ploeg speelt in 4e provinciale.

#### Devolder Ingelmunster
Na het verdwijnen van de voetbalploeg KSV Ingelmunster uit tweede klasse, zorgde de minivoetbalploeg Devolder Ingelmunster voor een groot succes. Na enkele jaren tweede nationale, promoveerde de ploeg in het seizoen 2006-2007 naar eerste klasse. Dit gebeurde via de eindronden, waar ze beter waren dan Ronse, Lovendegem en eersteklasser Kortrijk. Ondertussen speelt de ploeg terug in de lagere klassen.

### Wielrennen
In 2008 zijn in Ingelmunster twee wielerclubs met beloften en elites zonder contract in competitie actief. Jaarlijks worden er een aantal wedstrijden georganiseerd in de Brigandsgemeente. Er zijn ook twee clubs voor wielertoerisme, WTC Mandelfietsers en Vriendenkring W.T.K.

### Andere sporten
Verder worden nog veel andere sporten beoefend, vooral in het sportcomplex (onder meer judo, turnen, boksen, boogschieten, volleybal en tafeltennis). Eind 2006 werd het gemeentelijk sportcentrum voorzien van een nieuwe sporthal om de capaciteit voor de verschillende verenigingen nog te verhogen. Net buiten dit complex liggen 2 krachtbalvelden, waarop de lokale ploeg, WWR Ingelmunster krachtbal beoefent.
Het Mandescircuit moet binnenkort na een sanering plaatsmaken voor het milieu-en mobiliteitsopleidingspark, waar onder andere slipcursussen worden gegeven.
De aanwezigheid van het Kanaal Roeselare-Ooigem werkte het ontstaan van vier vissersverenigingen in de hand. Ook de vinkensport wordt in vier verenigingen beoefend.
In 2019 werd ook voor de eerste keer het BK Duimworstelen georganiseerd in Ingelmunster. Dit ging door in café Het Gravinnehof "den Bockor".

## Bekende Ingelmunsternaren
- Emiel Lauwers (1858-1921), arts, vertaler en Vlaams Beweger
- Achiel Lauwers (1864-1910), priester
- Robert Vandekerckhove (1917-1980), politicus
- Jozef Verhaeghe (1919-1940), militair
- Erik Vankeirsbilck (1935-2017), politicus
- Djef Blok (1940), beeldhouwer
- Jean-Pierre Coopman (1942), bokser
- Gilbert Vandekerkhove (1945), architect
- Björn Soenens (1968), journalist
- Yves Lampaert (1991), wielrenner
- André Pieters (1922-2001), wielrenner